# Journal of Mechanics of Materials and Structures
Le Journal of Mechanics of Materials and Structures est une revue scientifique à évaluation par les pairs  qui couvre des recherches en mécanique des matériaux et des structures déformables de tout type. Il a été fondé par Charles R. Steele qui a aussi été son premier rédacteur en chef.

## Historique
La revue a été créée en 2006 après la démission de 21 des 23 membres du comité de rédaction du International Journal of Solids and Structures en signe de protestation contre les « pressions exercées par Elsevier pour augmenter ses profits à partir des ressources institutionnelles limitées »
,. Dans le numéro fondateur, les rédacteurs de la nouvelle revue ont exprimé plusieurs souhaits pour la publication, notamment « un prix d'abonnement bas qui ne croît pas plus vite que le nombre de pages et qui pourrait même baisser au fur et à mesure que le nombre d'abonnés augmente ».

## Description
La mécanique des solides, des matériaux et des structures, issue de tous les domaines de l'ingénierie, des matériaux et de la biologie, connaît une croissance considérable dans des directions non prévues il y a quelques années, qui impliquent le développement de nouvelles technologies nécessitant une simulation multidisciplinaire. La revue stimule cette croissance en mettant l'accent sur les avancées fondamentales qui sont pertinentes pour traiter des problèmes de toutes les échelles de longueur. Les problèmes multi-échelles avec une interaction entre les phénomènes à petite et à grande échelle sont d'un intérêt croissant. 

## Résumés et indexation
Le journal est indexé, et des résumés sont publiés dans Current Contents/Engineering, Computing & Technology, Ei Compendex, Science Citation Index Expanded et Scopus. D'après le Journal Citation Reports, le journal a en 2017 le facteur d'impact de 1.094. Sur SCImago Journal Rank, il est de 0,43